# Cantone di Mussidan
Il Cantone di Mussidan era una divisione amministrativa dell'arrondissement di Périgueux.
A seguito della riforma approvata con decreto del 21 febbraio 2014, che ha avuto attuazione dopo le elezioni dipartimentali del 2015, è stato soppresso.

## Composizione
Comprendeva i comuni di:
- Beaupouyet
- Bourgnac
- Mussidan
- Saint-Étienne-de-Puycorbier
- Saint-Front-de-Pradoux
- Saint-Laurent-des-Hommes
- Saint-Louis-en-l'Isle
- Saint-Martin-l'Astier
- Saint-Médard-de-Mussidan
- Saint-Michel-de-Double
- Sourzac